# Temple libre de Moncton
Le temple libre de Moncton (anglais : Free Meeting House) est un édifice religieux multiconfessionnel situé à Moncton au Nouveau-Brunswick (Canada). Construit en 1821, cet édifice a servi de lieu de culte pour les différentes confessions religieuses de la ville en attendant la construction de leurs lieux de culte respectifs. Il a servi jusqu'en 1963. Il a été désigné lieu historique national du Canada en 1990 et reconnu lieu historique local par la ville de Moncton en 1996.
Le musée de Moncton opère le site aujourd'hui.

## Localisation
Le temple libre est situé au centre-ville de Moncton à l'intersection du chemin Mountain et de la rue Steadman.

## Histoire
Le temple libre est dû aux efforts de Ichabod Lewis, un loyaliste de la province de New York, et de Solomon Trites, petit fils de l'un des grands propriétaires terriens de Moncton. Ils estimaient urgent de construire un lieu de culte qui pourrait servir à toutes les dénominations religieuses. Le terrain de 0,5 acre, qui était la propriété de William et Hannah Steadman, a été acheté le 21 mai 1821 au cout de 20 livres sterling. Les bénévoles ont ensuite rapidement défriché le lot et construit le temple à partir de matériaux donnés, Il fut inauguré par le missionnaire baptiste Joseph Crandall le 7 septembre 1821.
La partie sud et arrière de l'édifice a servi de cimetière paroissial entre 1816 et 1876. Le temple servit de bureau administratif au 65e Régiment en novembre 1838 lors de son transfert de Saint-Jean vers Shédiac, où qu'il devait prendre le bateau vers le Bas-Canada.
La plupart des groupes religieux de Moncton ont débuté leurs offices au temple libre, en attendant la construction d'une église permanente. Certains l'ont utilisé jusqu'à 57 ans. Cet esprit de collaboration a été particulièrement visible lors du centenaire du temple libre en 1921, où les Mormons et les laïques du « Flat Iron Gang » ont travaillé ensemble dans le but de restaurer le temple. En 1964, la ville de Moncton acquiert l'édifice et le restaure. Il est inauguré une seconde fois le 25 septembre 1966 comme lieu en mémoire des colons. La dernière restauration de l'édifice a eu lieu entre 1987 et 1990.
La commission des lieux et monuments historiques du Canada désigne le temple lieu historique national le 22 juin 1990 comme symbole de la tolérance religieuse interconfessionnelle dans les Provinces atlantiques à la fin du XVIIIe siècle et su début du XIXe siècle. Le 23 septembre 1996, il a été reconnu lieu historique local par la ville de Moncton.

## Architecture

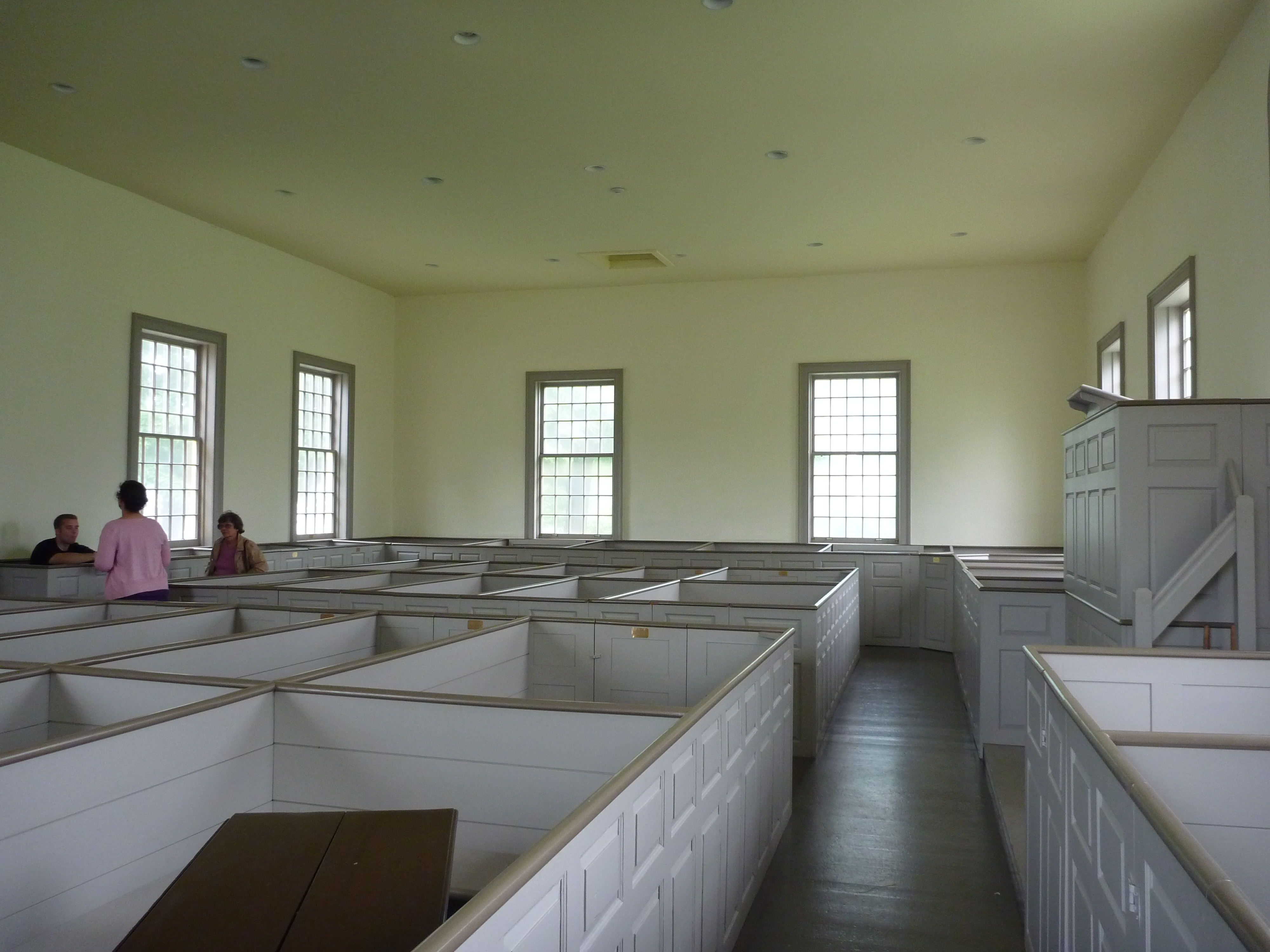
Intérieur du temple libre

Le temple libre est le seul édifice du style Nouvelle-Angleterre de Moncton. Il est aussi le plus vieil édifice public de la ville. Il s'agit d'un édifice simple à l'aspect massif et symétrique. Le toit en croupe et est recouvert de bardeau de cèdre. Les fenêtres sont à guillotines composées de plusieurs carreaux. Le revêtement extérieur est composé d'écorce de bouleau moulé en bardage à clin. L'entrée est ornée de pilastres de style dorique.
La fondation de l'édifice est composée de pierre des champs. La structure est en rondin qui se ramifie pour supporter le toit. Les murs intérieurs sont composés d'un lambris de planches recouvert d'un plâtre composé de chaux et de crin de cheval.